# Ätnajaure (Gällivare socken, Lappland)
Ätnajaure är en sjö i Gällivare kommun i Lappland och ingår i Luleälvens huvudavrinningsområde. Sjön har en area på 1,18 kvadratkilometer och ligger 451 meter över havet. Ätnajaure ligger i Sjaunja Natura 2000-område. Sjön avvattnas av vattendraget Sjaunjaätno.

## Delavrinningsområde
Ätnajaure ingår i det delavrinningsområde (746575-167169) som SMHI kallar för Utloppet av Ätnajaure. Medelhöjden är 472 meter över havet och ytan är 4,82 kvadratkilometer. Räknas de 51 avrinningsområdena uppströms in blir den ackumulerade arean 686,45 kvadratkilometer. Sjaunjaätno som avvattnar avrinningsområdet har biflödesordning 2, vilket innebär att vattnet flödar genom totalt 2 vattendrag innan det når havet efter 254 kilometer. Avrinningsområdet består mestadels av skog (66 procent). Avrinningsområdet har 1,18 kvadratkilometer vattenytor vilket ger det en sjöprocent på 24,5 procent.